# NGC 4903
NGC 4903 is een balkspiraalstelsel in het sterrenbeeld Centaur. Het hemelobject werd op 30 maart 1835 ontdekt door de Britse astronoom John Herschel.

## Synoniemen
- ESO 443-30
- MCG -5-31-13
- AM 1258-303
- IRAS 12586-3039
- PGC 44894